# Fahrzeugfabrik Gebr. Möck
Die Fahrzeugfabrik Gebr. Möck war ein deutscher Hersteller von Automobilen. Andere Quellen geben nur Gebrüder Möck bzw. Gebr. Möck an.

## Unternehmensgeschichte
Das Unternehmen hatte seinen Sitz in Tübingen. Das Werk befand sich an der Reutlinger Straße 45. Walter Horn aus Sachsen war der Konstrukteur der Fahrzeuge. 1923 oder 1924 begann die Produktion von Automobilen. Der Markenname lautete Möckwagen, in englischsprachigen Quellen oftmals nur Möck. 1924, 1925, 1926 oder 1929 endete die Produktion. Insgesamt entstanden nur wenige Fahrzeuge. Eine Quelle gibt eine Stückzahl von 80 Fahrzeugen an.

## Fahrzeuge
Ein Modell war der 5/20 PS. Dies war ein Tourenwagen mit vier Sitzen. Ein Vierzylinder-Reihenmotor mit 1330 cm³ Hubraum trieb die Fahrzeuge an. Der Motor stammte laut einer Quelle von den Steudel-Werken aus dem sächsischen Kamenz. Das Fahrgestell bestand aus Buchenholz.
Eine Quelle nennt darüber hinaus auch einen sportlichen Zweisitzer mit 38 PS Motorleistung.
Einige Fahrzeuge wurden bei Autorennen eingesetzt.